# 당은군 (1562년)
당은군 이인령(唐恩君 李引齡, 1562년 ~ 1615년)은 조선 중기의 왕족이다.
조선 제11대 임금 중종의 증손이며, 덕흥대원군의 친손자이고 도정궁 사손(嗣孫)이다. 제14대 임금 선조의 조카이다. 본관은 전주, 휘는 인령(引齡), 자는 자장(子長)이다.

## 생애
아버지는 선조의 백형인 하원군 이정이며, 어머니는 남양인(南陽人) 영의정 강녕군(江寧君) 홍섬의 딸로 남양군부인 홍씨이다. 부인은 판서(判書) 밀양인(密陽人) 박계현(朴啓賢)의 3녀로 밀양군부인 박씨(密陽郡夫人 朴氏)와 현령(縣令) 풍양인(豊壤人) 조희철(趙希轍)의 딸로 풍양군부인 조씨(豊壤郡夫人 趙氏)가 있다.
1562년(명종 17) 9월 24일 한성 인달방 도정궁에서 하원군의 장남으로 탄생하였다. 처음 당은정(唐恩正)에 제수되었고, 1577년(선조 11) 4월 20일에 임금이 덕흥궁(德興宮, 대원군가묘)에 친행을 하고, 특가(特加)하라 하였다. 1591년 당은도정으로 승진하였다. 1591년(선조 24) 종계변무가 성사되자 특별히 광국원종공신 1등에 책록되었다.
1592년 임진왜란 때 선조가 의주로 피난갈 때 아버지 하원군과 함께 호종하였다. 아버지가 별세한 후 장자로 도정궁의 후원에 있는 덕흥궁(德興宮, 대원군가묘)의 불천지위 제사를 받들었다.
1606년(선조 39)년 1월 17일에 선조의 명으로 가자를 친수(親受)하게 하였다.
1615년(광해 7) 9월 27일 당은군으로 있던 중 자급이 올라 소덕대부(昭德大夫) 당은군(唐恩君)의 봉작을 받고, 을묘(乙卯) 1615년(광해 7) 10월 7일 향년 54세로 별세하였다. 현록대부(顯祿大夫)에 증직되었다.

## 가족 관계
- 아버지 : 하원군 이정
- 어머니(생모) : 남양군부인 홍씨 - 홍섬의 딸
  - 동복동생 : 익성군 이향령
  - 동복동생 : 영제군 이석령 - 숙부 하릉군에게 출계
  - 동복여동생 : 이희령(李稀齡), 행주 기씨 기자헌에게 출가
- 초실 : 밀양군부인 박씨(密陽郡夫人 朴氏, 1562년 - 1588년), 밀양인(密陽人) 판서 박계현(朴啓賢)의 3녀
  - 적장남 : 응천군 이돈
  - 적차남 : 밀성부정 이면
  - 적삼남 : 밀산군 이찬
- 후실 : 풍양군부인 조씨(豊壤郡夫人 趙氏, 1571년 - 1629년), 풍양인(豊壤人) 현령(縣令) 조희철(趙希轍)의 딸
  - 적사남 : 풍래군 이번
  - 적장녀 : 장령(掌令) 전주인(全州人) 최계훈(崔繼勳)에게 출가
  - 적차녀 : 증 승지(承旨) 풍천인(豊川人) 임형백(任衡伯)에게 출가
- 첩실 1 : 양녀(良女) 예란(禮蘭)
  - 서장남, 5남 : 해성부정 이권
  - 서장녀, 3녀 : 여흥인(驪興人) 이우백(李友白)에게 출가
  - 서차녀, 4녀 : 전주인(全州人) 최숙(崔琡)에게 출가
- 첩실 2 : 은금(銀今)
  - 서차남, 6남 : 파성부수 이유
  - 서삼녀, 5녀 : 성주인(星州人) 이흥선(李興先)에게 출가